# Embalse de Cíjara
El embalse de Cijara fue construido en el año 1956 dentro de las actuaciones del Plan Badajoz sobre el río Guadiana en un enclave denominado Portillo de Cijara, en el límite entre las provincias de Cáceres y Badajoz.
Inunda un total de 6565 ha y tiene una longitud de cola de 45 km, afectando a los núcleos de población de Villarta de los Montes, Helechosa de los Montes, Poblado de Cijara, Anchuras, Bohonal de los Montes, Santa Quitera y Puerto Rey. Los principales ríos que lo llenan son el Guadiana y el río Estena.

## Entorno natural

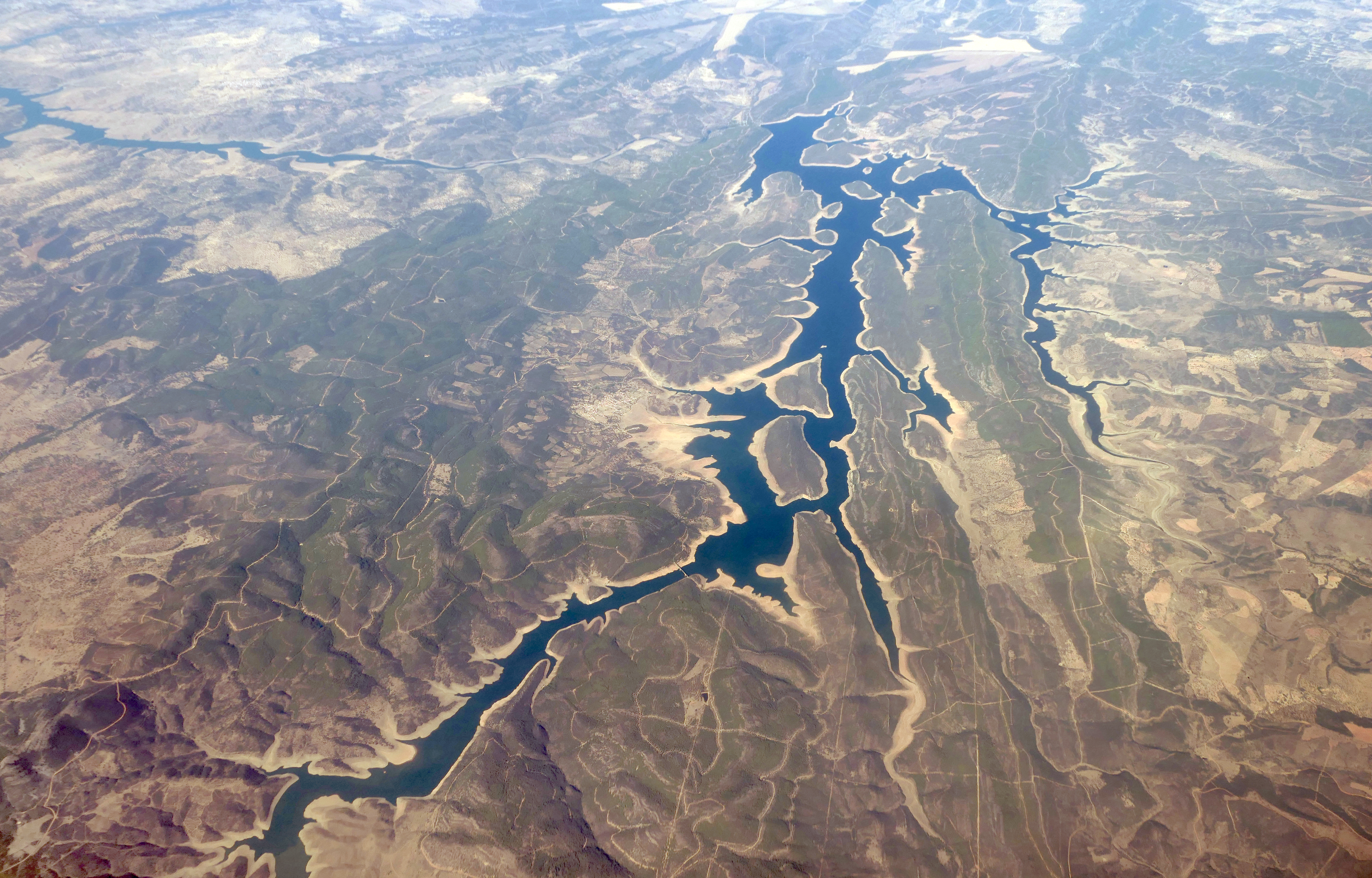
Vista aérea

El embalse se sitúa dentro de la Reserva Nacional de Caza del Cijara, formada por lugares de gran belleza dentro de las más de 25 000 ha de extensión de este espacio protegido que da cobijo a ciervos, jabalíes, gamos, nutrias, águilas, perdices, linces, cigüeñas negras... 
Además, el embalse del Cijara constituye una de las mejores reservas nacionales de pesca en Extremadura, donde se pueden encontrar ejemplares de lucios, black-bass, barbos, luciopercas, entre otras especies.
La vegetación está formada por bosque y matorral mediterráneos, aunque en algunas zonas aparecen también pinares y eucaliptales de repoblación.

## Turismo
El Embalse de Cijara tiene varias áreas recreativas. Estas disponen de aparcamientos para coches y merenderos con barbacoas. Las actividades que más se practican son el baño en verano y las actividades náuticas como la navegación y la pesca. También puede realizarse actividades de senderismo, bicicleta todoterreno, rutas ecuestres, caza, observación de aves y educación medioambiental. Cuando baja el nivel de las aguas, se hace visible el puente de la Mesta, del siglo XIV, por el que pasaba la Cañada Real de Segovia.